# Suore della Santa Fede
Le Suore della Santa Fede (in inglese Sisters of the Holy Faith) sono un istituto religioso femminile di diritto pontificio: i membri di questa congregazione pospongono al loro nome la sigla C.H.F.

## Storia

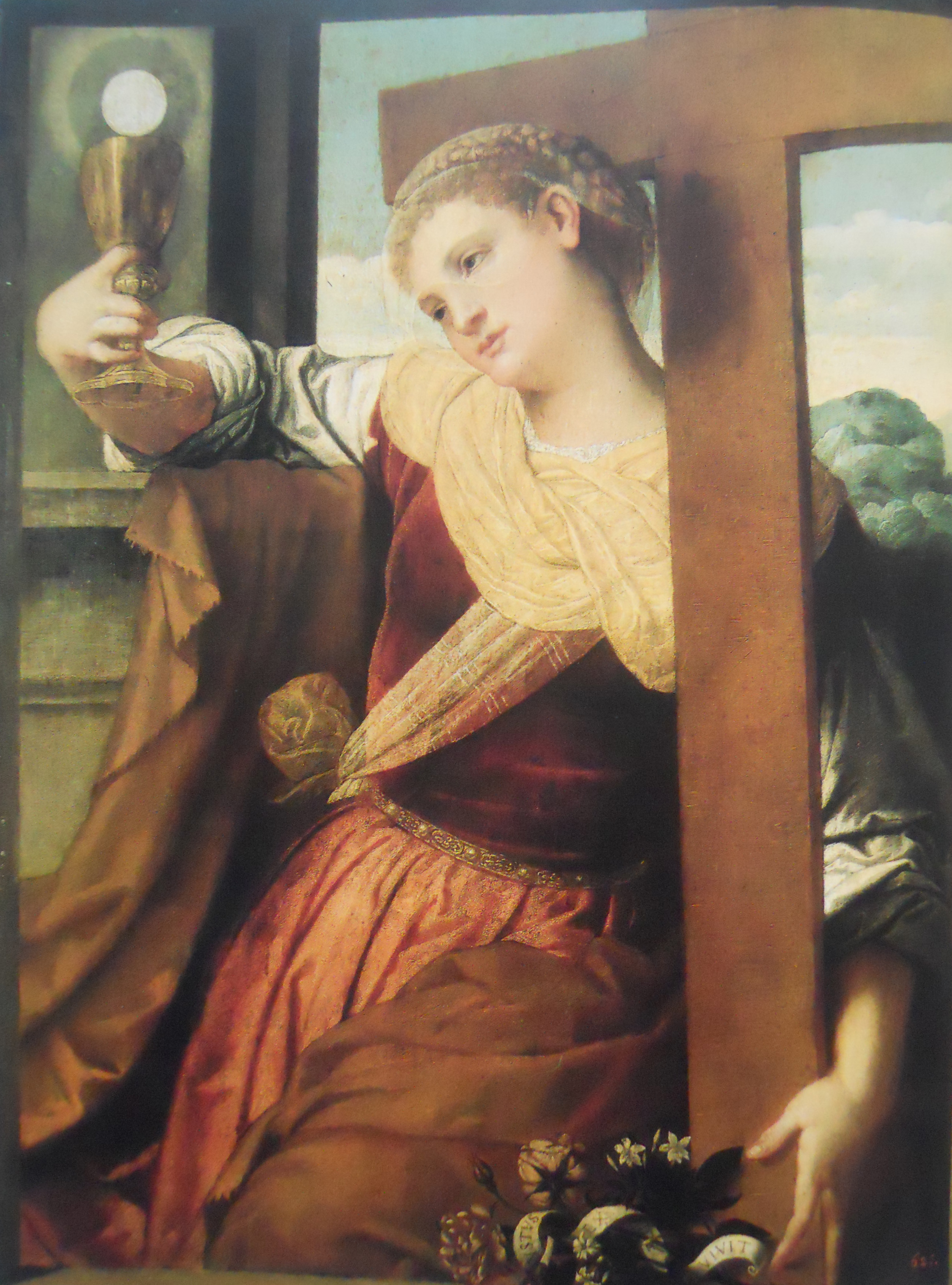
Allegoria della Fede: dipinto del Moretto

Le origini della congregazione risalgono al 1856 quando John Gowan, prete della Congregazione della Missione, per evitare che gli orfani cattolici d'Irlanda venissero allevati in istituti protestanti, aprì un orfanotrofio a Dublino e ne affidò la gestione a Margaret Aylward.
Inizialmente il centro dovette affrontare notevoli difficoltà (la Aylward venne tenuta in carcere per sei mesi) e, per garantirne la sopravvivenza, Gowan propose alle Figlie della Carità di San Vincenzo de' Paoli di assumerne la gestione: di fronte al loro rifiuto, Gowan e la Aylward (che prese il nome di suor Maria Agata) nel 1861 diedero inizio a una nuova famiglia religiosa, posta sotto il patrocinio dell'Immacolata Concezione e di santa Brigida d'Irlanda.
Le Suore della Santa Fede ricevettero il pontificio decreto di lode nel 1897 e le loro costituzioni vennero approvate definitivamente dalla Santa Sede nel 1902.

## Attività e diffusione
Le Suore della Santa Fede si dedicano principalmente all'istruzione e all'educazione della gioventù; prestano servizio anche nelle carceri femminili, negli ospedali e collaborano alle opere parrocchiali. La loro spiritualità è contraddistinta dalla devozione per il mistero della Passione di Gesù.
Oltre che in Irlanda, sono presenti negli Stati Uniti d'America, a Trinidad, in Australia e in Nuova Zelanda; la sede generalizia è a Glasnevin, presso Dublino.
Al 31 dicembre 2008 la congregazione contava 200 religiose in 37 case.